# Бахадур-шах
Кутб ад-Дін Бахадур-шах (*д/н — 1537) — 11-й султан Гуджарату в 1526—1537 роках. В першій половині панування досяг найбільшої потуги, ймові фактично підкорялися Раджастан, більшість Декану, індостанське узбережжя Аравійського моря, зберігався союз з Османською імперією. Втім подальша боротьба з Великими Моголами і Португалією призвели до поразок.

## Життєпис

### Молоді роки
Син Музаффар-шаха II. Замолоду звався Багадур Хан. У нього погіршилися відносини з батьком та старшим братом Сікандар Ханом, коли останнього було призначено офіційним спадкоємцем. Побоюючись за своє життя, втік із Гуджарату, спочатку шукаючи притулку у Меварському князівстві, а потім у делійського султана Ібрагіма Лоді.
1526 року був присутній у почті делійського султана під час битви при Паніпаті, хоча безпосередньої участі в боях не брав. Перед тим у квітні Сікандар Хан успадкував владу. Але того вже у серпні того ж року було вбито. 6 липня виступив проти свого брата — нового султана Махмуд-шаха II, якого було повалено 11 липня. Багадур Хан став новим султаном як Бахадур-шах.

### Панування
Невдовзі стикнувся з повстання іншого брата Латіф Хана, проте того було швидко переможено, а сам заколотник помер від поранень на поле битви. Ще один брат — Чанд Хан — втік до Малавського султанату. Також довелося приборкувати князівства Кохістаан і Мунга. Потім зміцнив оборону порту Діу, приділяв увагу зведенню укріплень в Камбеї, Гоґі та Бхаручі.
1527 року берарський султан Амір Барід I зайняв фортеці Махур і Рамгір, які належали Худаванд Хану, міністру Бахадур-шаха. Той звернувся по допомогу до берарського султана Ала ад-Діна Імад-шаха, який завдав поразки бідарському війську, захопивши Махур і Рамгір, але приєднав їх до власних володінь. Це спровокувало війну Берара і Ахмеднагара, султан якого Бурхан-шах I зазнав поразки. Тоді Бахадур-шах прийшов на допомогу останньому, спільно з яким переміг берарського султана Імад-шаха.
1528 року на заклик свого небожа —  хандеського султана Мірана Мухаммад-шаха I — вдерся до Ахмеднагарського султанату, завдавши поразки Бурхан-шаху I в битві при Даулатабаді, увійшов до Ахмеднагара, не зустрівши опору, і оселився в султанському палаці, де він перебував 40 днів. Разом з тим змусив берарського султана Імад-шаха. Але зрештою через партизанські дії та опір в фортецях Ахмеднагарського султаната вимушен був відступити. 1529 року почав нову військову кампанію проти ахмеднагарського султана, дійшовши до ворожої столиці, а потім в битві біля Бурханпура завдав поразки коаліції Ахмеднагарського, Берарського і Бідарського султанатів. Наслідком стала укладання вигідної для Гуджарата угоди, за якою отримувався зверхність над цими деканськими державами. Також незабаром підтвердив зверхність над Хандеським султанатом та князівством Гваліор.
Разом з тим активно розвивам військовополітичну взаємодію з Османською імперією, в якій вбачав противагу амбіціям Португалії. До Діу прибула османська залога на чолі із агою Мустафою Байрамом. Відновив дипломатичні контакти з Меккою, де тоді панував шаріф Аль-Хасан III.
1530 року підкорив князівства Нагор та Дунгарпур. 1531 року скористався конфліктом між малавським султаном Махмуд Шахом II і Ратан Сінґхом II, магарана Мевару, втрутився на боці останнього, зрештою атакувавши Малаву. Махмуд Шах II зазнав поразки й потрапив у полон. Малавський султанат було приєднано до володінь Бахадур-шаха, де той залишив намісників. Втім вимушен був здійснити похід до Східної Малави, де отаборився раджа Сілгаді Томар, якого було подолано та змушено прийняти іслам. Потім швидким рухом прийшов на допомогу Діу, який взяли в облогу португальці.
1532 року виступив проти меварського магарани Вікрамадітья Сінґха, якого примусив визнати свою зверхність та сплатити данину. Незабаром після цього його війська взяли міцну фортецю Рантамбхор. В цей час надав прихисток Мухаммеду Заман Мірзі (зятю падишаха Бабура), чим викликав невдоволення могольського падишаха Хумаюна, оскільки той перед тим висував претензії на трон. 1533 року було завдано поразки марварському раджі Малдеві Ратхору. 1534 року його командувач Татар-хан  у битві біля Мандраїлу (східний Раджастан) зазнав поразки від могольського військ ана чолі із Гіндал Мірзою і Аскарі (братами Хумаюна), яких підтримали дрібні раджпутські раджи.
1535 року знову виступив проти Вікрамадітьї Сінґха, який визнав зверхність Хумаюна, сподіваючись на допомогу проти Гуджаратського султанату. Але гуджаратці захопили ворожу столицю Чіттор, завдавши поразки меварському війську. В цей час підійшов Хумаюн з військом. В битві біля Мандасура Бахадур-шах зазнав тяжкої поразки через зраду турок Румі Хана, очільника гармашів.
Султан занепав духом і втік до Манду, фортецю якої швидко захопив Хумаюн. Звідси Бахадур-шах відступив до своєї столиці Мухаммадабаду, а потім до Діу. В результаті могольські війська захопили увесь Гуджаратський султанат. Бахадур утримував лише Саураштру.
Складним становищем останнього скористався португальський губернатор Нуну да Кунья, який 7 лютого захопив острів Шиял-Бет, а 16 лютого почав облогу Діу. Водночас почалося бомбардуванням міст Махува, Гоґа, Валсада, Махіма, Келву, Агаші та Сурат. 23 грудня 1535 року, перебуваючи на борту галеона «Св. Матей», Бахадур-шах підписав Бассейнський договір, за яким поступався містом Басейн, островами Даман і Бомбей, надав дозвіл на зведенні португальської факторії в Діу.
У цей час Шер Шах Сурі підняв повстання в Біхарі та Джаунпурі, і Хумаюн повернувся до Агри, щоб протистояти йому, залишивши свого брата Гіндала Мірзу в Ахмедабаді, родичів Касам Бега в Бхаручі та Ядгара Насір Мірзу в Патані. Цими обставинами скористався Бахадур-шах, що почав наступ. Водночас повстала знать та населення. 1536 року у вирішальній битві біля села Канідж (поблизу міста Махмудабад) султан переміг могольські війська, відновивши владу в султанаті.
В результаті вирішив скасувати Бассейнський договір. Під час перемовин з португальцями султана було підступно вбито, а тіло викинуто до Аравійського моря. Після нетривалої боротьби владу отримав його небіж Махмуд-шах III.